# Copa de Competencia Británica
La Copa de Competencia Británica "George VI" fue un torneo de fútbol oficial, no
regular, organizado por la AFA entre 1944 y 1946, que disputaban los equipos de Primera División del torneo oficial en curso.
Se jugaba a través del sistema de eliminación directa, a único partido, y en las dos primeras ediciones, las de 1944 y 1945, clasificó a los cuatro semifinalistas a la Copa de la República. También se disputó una cuarta edición, en 1948, pero el certamen fue abandonado en primera fase (octavos de final) y declarado desierto por la Asociación del Fútbol Argentino.
En la edición de 1946, la competencia incluyó árbitros ingleses.
El trofeo fue donado por el embajador británico en Argentina, David Kelly, en nombre del rey del Reino Unido (1936-1952), Jorge VI, y de la Football Association.

## Campeones
| Año  | Campeón      | Resultado  | Subcampeón   |
| ---- | ------------ | ---------- | ------------ |
| 1944 | Huracán      | 4 - 2      | Boca Juniors |
| 1945 | Racing Club  | 4 - 1      | Boca Juniors |
| 1946 | Boca Juniors | 3 - 1      | San Lorenzo  |
| 1948 | Incompleta   | Incompleta | Incompleta   |

## Palmarés
| Equipo       | Campeonatos | Subcampeonatos | Años campeón | Años subcampeón |
| ------------ | ----------- | -------------- | ------------ | --------------- |
| Huracán      | 1           | 0              | 1944         | -               |
| Racing Club  | 1           | 0              | 1945         | -               |
| Boca Juniors | 1           | 2              | 1946         | 1944, 1945      |
| San Lorenzo  | 0           | 1              | -            | 1946            |